# Gloomy Grim
Gloomy Grim est un groupe de black metal finlandais, originaire de Helsinki.

## Biographie
Gloomy Grim est formé en 1995 par le chanteur Agathon qui semble à certains moments le seul membre réel du groupe, un peu à la manière de Quorthon. Le groupe publie son premier album studio, Blood, Monsters, Darkness. Agathon estime que 20 000 exemplaires ont été vendus. En 2001, Gloomy Grim publie l'album Written In Blood. En 2014, le groupe publie la démo Grimoire.
Au début de 2016, le groupe annonce un nouvel album studio, The Age of Aquarius le 6 juin. En mai, le groupe dévoilait le titre A Lady In White,. L'album est annoncé après huit ans de silence de la part du groupe.
La mort du chanteur le 30 mai 2022 scelle le sort du groupe.

## Membres

### Membres actuels
- Agathon (Juha Hintikka) – chant, synthétiseur (depuis 1995) †
- Jussi « Lord » Heikkinen – guitare (depuis 1998)
- Suntio (Janne Ojala) – batterie (depuis 1998)
- Nuklear Tormentörr (Tomi Törnqvist) – basse (depuis 2004)
- Micko Hell (Mikko Huvinen) – guitare (depuis 2016)

### Anciens membres
- Caesar (Tommi Launonen) – basse (1997–?)
- Whisper Lilith (Tanya Kemppainen) – chant (1997–1998)
- Mörgoth (Lare Nieminen) – guitare (1997–?)
- Father Umbra Sol – guitare (2008–2012)

## Discographie

### Albums studio
- 1998 : Blood, Monsters, Darkness
- 2000 : Life ?
- 2001 : Written In Blood
- 2004 : The Grand Hammering
- 2008 : Under the Spell of the Unlight
- 2016 : The Age of Aquarius
- 2021 : Agathonomicon

### Démos
- 1996 : Fuck the World, Kill the Jehova!
- 1997 : Friendship Is Friendship, War Is War!
- 2014 : Grimoire

### Compilation
- 1998 : Reborn Through Hate

### EP
- 2007 : Tapetum Lucidum